# 近藤直也
近藤 直也（こんどう なおや、1983年10月3日 - ）は、栃木県宇都宮市出身の元プロサッカー選手。元日本代表。現役時代のポジションはディフェンダー（CB）。

## 来歴

### プロ入り前
栃木県宇都宮市出身。父は大学教授、兄は後にキャリア官僚となるエリート一家に生まれ、3歳の時に1年間アメリカで生活した。帰国後は茨城県つくば市に居住。兄の影響により竹園西幼稚園でサッカーを始め、竹園小学校では地元のサッカークラブ「竹園西FC」に入団。2学年後輩にカレン・ロバートがいた。

小学5年時に柏レイソルジュニアのセレクションに合格したが、本人いわく「小学校が終わってからバスと電車を乗り継いで柏まで通うのは難しいと思った」という理由で入団を断念。

つくば市立竹園東中学校入学後はサッカー部に所属。１年時にはサッカーのプレー経験や指導経験を持たない顧問の練習方法や指導方法に異論を唱え、それをまとめた文章をクラスの文集に掲載して話題に。2年時の夏休みには知人を介して柏レイソルジュニアユースの練習に参加し、のちに同期入団することになる★宇野沢祐とこの時に初めて対面している。

同中学サッカー部ではまったく目立った成績を残せず、個人としてもつくば市トレセンに選出される程度だったが、1999年、柏レイソルユースのセレクションに合格。入団を決めた。

同中学卒業後は、茨城県立竹園高等学校へ進学。放課後にバスと電車を乗り継ぎ往復3時間かけて柏市の練習場まで通う生活を送りながらも、学業面は非常に優秀で、2年次最後の試験では学年4位の成績を収めている。高校3年間のすべての教科の成績（評点平均）は5段階評価で「4.7」だった。

### 柏レイソル
高校からは早稲田大学や慶應義塾大学など有名私大への推薦入学を勧められ、母はプロ入りを反対して大学進学を促した。しかし父は「3年以内にJリーグデビューを果たせなければプロの道を諦めて大学に進学すること」を条件にプロ入りを認め、プロサッカー選手の道を選んだ。2002年にトップチーム昇格。実は、父の勧めで2002年1月に筑波大学体育専門学群のAO入試を受けているが、面接時に面接官から「受かったら大学に通えるか」と問われると「通うのは難しい」と即答。本人はのちに「それが原因で試験に落ちた」と振り返っている。

2003年、J11stステージ第2節鹿島アントラーズ戦で公式戦初出場。「緊張でウォームアップ中に吐きそうになった」（本人談）が、試合では鹿島のブラジル人FWエウレルを見事にシャットアウトした。2ndステージ第8節ジュビロ磐田戦で公式戦初得点を記録した。
2004年、レギュラーポジションを獲得し、リーグ戦27試合に出場。

2005年、夏にグロインペイン症候群を発症し、手術を受ける。復帰直後の練習中に芝に足が引っかかり右膝前十字靭帯断裂の大ケガを負い、長期離脱を余儀なくされた。チームドクターからは「交通事故でしか見たことがないケガ」と言われ、8時間に及ぶ大手術を経て2カ月間の入院生活を強いられた。

約1年のリハビリを経て復帰した2007年は開幕からレギュラーポジションを獲得し、好パフォーマンスを続けた。6月にはイビチャ・オシム監督率いる日本代表候補合宿への招集を受ける（センターバックは中澤佑二、田中マルクス闘莉王、近藤の3名）。合宿では当時日本代表チームのコーチであった大熊清に「キリンカップも招集するから準備しておけよ」と言われていたが、直後のJリーグ・ガンバ大阪戦で足首靭帯を損傷し、再び3カ月の戦線離脱を余儀なくされた。その後も左膝内側側副靭帯損傷などのケガが相次ぎ、出場機会を大きく減らしていった。

2009年、高橋真一郎監督の下でボランチとして起用されるなど徐々に出場機会を増やしたが、思うようなパフォーマンスを維持することができずに出場機会を減らす。セレッソ大阪への移籍を視野に入れていた7月、高橋監督が解任されてネルシーニョ新監督が就任すると、その初陣からスタメン起用され、以降は全試合に出場。しかしチームは不振に喘ぎ、J2降格の憂き目に遭った。
2010年、完全にレギュラーポジションを取り戻し、累積警告・退場による出場停止を除くリーグ戦全34試合にフル出場。シーズン通算24失点（1試合平均0.67失点）という鉄壁の守備を支え、クラブ初のJ2優勝・1年でのJ1昇格に貢献した。

2011年、チーム最多となるリーグ戦31試合にフル出場。Jリーグ史上初となる昇格初年度でのJ1優勝を達成し、自身もJリーグベストイレブンに初選出された。2011 FIFAクラブワールドカップでも全4試合に出場し、準決勝ではブラジル代表FWネイマールを擁するサントスと対戦した。

2012年は10月に左太腿裏肉離れによる負傷離脱もあったが、引き続きレギュラーとしてリーグ戦26試合に出場。天皇杯優勝にも貢献している。

2013年も不動のレギュラーとして31試合に出場。ヤマザキナビスコカップ優勝に貢献した。

2014年はシーズン途中から再びグロインペイン症候群を発症し、出場機会を減らした。

2015年も細かいケガが続き、出場機会が激減。11月22日に行われた明治安田生命J1リーグ 2ndステージ 第17節 アルビレックス新潟戦の試合後の最終戦セレモニーで2015年シーズンをもって契約を終了することを発表した。

### ジェフ千葉
2015年12月30日、ジェフユナイテッド市原・千葉への完全移籍が発表された。

2017年よりキャプテンに就任することが発表され、J2リーグ開幕前に行われた「ちばぎんカップ」では対戦相手のキャプテンとして日立台のピッチに立った。この年はフアン エスナイデル監督の下でキャプテンとしてハイライン・ハイプレスの戦術を採るチームを最終ラインから牽引。シーズン終盤には7連勝の快進撃によって6位となり、J1昇格プレーオフに進出したが、名古屋グランパスに敗れてシーズンを終えた。

2018年はシーズン途中にキャプテンの変更が発表されたものの、出場機会を減らすことなく37試合に出場。シーズン終了後の12月末に東京ヴェルディへの移籍が発表された。

### 東京ヴェルディ
2019年、東京ヴェルディへ完全移籍。キャプテンに指名されたが成績不振を理由にシーズン途中でギャリー・ジョン・ホワイト監督が退任し、ユースの監督を努めていた永井秀樹がトップチームの監督に就任。J2リーグ13位でシーズンを終えた。

2020年、永井監督の下でなかなか出場機会を得られなかったが、夏場以降は徐々に出場機会を増やし、Jリーグ通算400試合出場を達成。しかし12月19日、2020年シーズンをもって現役を引退すると発表されたため、このメモリアルマッチが現役生活最後の試合となった。

### 日本代表
2003年、U-20日本代表に選出され、2003 FIFAワールドユース選手権やトゥーロン国際大会に出場。FIFAワールドユース選手権ではダニエウ・アウヴェスやフェルナンジーニョ擁するブラジル代表に1-5の大差で破れてベスト8。トゥーロン国際大会ではポルトガルと対戦し、のちにバロンドールを獲得するクリスティアーノ・ロナウドを完封した。

2004年、U-23日本代表に選出され、アテネ五輪アジア最終予選を戦ったが、本大会メンバーには選出されなかった。
2007年5月には初めて日本代表候補に選出されたが、直後に負傷離脱。

2012年、日本代表に初選出され、同じ柏レイソル所属の田中順也と共にキリンチャレンジカップ・アイスランド戦で国際Aマッチ初出場。

## プレースタイル
屈強なフィジカルと高い危機察知能力を持つ、対人守備に優れたストッパー。
ディフェンダーながら攻撃意識が高く、相手ディフェンスラインの背後を突くロブパス、一気に中盤を飛ばす鋭いグラウンダーパスなど、硬軟多彩で正確なフィードをフォワードに供給出来る。

## 人物・エピソード
- 2009年7月7日、都内在住の一般女性と入籍[15]。「直後の監督交代からずっとレギュラーポジションを獲得することができた。キャリアに幸運をもたらしてくれた女性」とは本人談。翌年に長女、2013年に長男が誕生[16][17]。2015年には次女、2019年には三女が誕生している。
- 2010年10月11日、第90回天皇杯3回戦ヴィッセル神戸戦でレッドカードを示され退場処分となったが、サッカーを始めてから一度も退場した経験がなかったためルールを知らず、ベンチへ直行[18]。慌ててチームスタッフが事情を説明しに行き、ロッカールームへ引き上げるという一幕があった[2]。
- 2013年4月、地元茨城県つくば市（土浦市、取手市）でサッカースクール「DO SOCCER SCHOOL」を開校。
- 2021年、現役引退後に農業参入を考え、つくば市を中心に農家とのつながりを作る『ワニナルプロジェクト』を発足。
- 2022年9月、サッカースクールを運営する中で「運動能力の差によって上達のスピードが違う」ことを強く実感し、運動能力をアップさせる体幹強化特化型のスポーツ教室『みんなDE体幹トレーニング』を開校した。

## 所属クラブ
ユース経歴
- 1990年 - 1995年  竹園西FC（つくば市立竹園西小学校）
- 1996年 - 1998年  つくば市立竹園東中学校
- 1999年 - 2001年  柏レイソルユース（茨城県立竹園高等学校）

プロ経歴
- 2002年 - 2015年  柏レイソル
- 2016年 - 2018年  ジェフユナイテッド市原・千葉
- 2019年 - 2020年  東京ヴェルディ

## 個人成績
| 国内大会個人成績 | 国内大会個人成績 | 国内大会個人成績 | 国内大会個人成績 | 国内大会個人成績 | 国内大会個人成績 | 国内大会個人成績 | 国内大会個人成績 | 国内大会個人成績 | 国内大会個人成績 | 国内大会個人成績 | 国内大会個人成績 |
| 年度             | クラブ           | 背番号           | リーグ           | リーグ戦         | リーグ戦         | リーグ杯         | リーグ杯         | オープン杯       | オープン杯       | 期間通算         | 期間通算         |
| 年度             | クラブ           | 背番号           | リーグ           | 出場             | 得点             | 出場             | 得点             | 出場             | 得点             | 出場             | 得点             |
| 日本             | 日本             | 日本             | 日本             | リーグ戦         | リーグ戦         | リーグ杯         | リーグ杯         | 天皇杯           | 天皇杯           | 期間通算         | 期間通算         |
| ---------------- | ---------------- | ---------------- | ---------------- | ---------------- | ---------------- | ---------------- | ---------------- | ---------------- | ---------------- | ---------------- | ---------------- |
| 2002             | 柏               | 26               | J1               | 0                | 0                | 0                | 0                | 0                | 0                | 0                | 0                |
| 2003             | 柏               | 26               | J1               | 15               | 1                | 2                | 0                | 0                | 0                | 18               | 1                |
| 2004             | 柏               | 26               | J1               | 26               | 1                | 5                | 0                | 1                | 0                | 32               | 1                |
| 2005             | 柏               | 26               | J1               | 12               | 0                | 4                | 0                | 0                | 0                | 16               | 0                |
| 2006             | 柏               | 3                | J2               | 3                | 0                | -                | -                | 2                | 0                | 5                | 0                |
| 2007             | 柏               | 3                | J1               | 16               | 1                | 2                | 0                | 1                | 0                | 19               | 1                |
| 2008             | 柏               | 3                | J1               | 5                | 0                | 3                | 0                | 0                | 0                | 8                | 0                |
| 2009             | 柏               | 3                | J1               | 22               | 0                | 2                | 0                | 2                | 0                | 26               | 0                |
| 2010             | 柏               | 3                | J2               | 34               | 3                | -                | -                | 3                | 1                | 37               | 4                |
| 2011             | 柏               | 3                | J1               | 31               | 1                | 2                | 0                | 3                | 0                | 36               | 1                |
| 2012             | 柏               | 3                | J1               | 26               | 2                | 4                | 0                | 5                | 0                | 35               | 2                |
| 2013             | 柏               | 3                | J1               | 31               | 2                | 5                | 0                | 2                | 0                | 38               | 2                |
| 2014             | 柏               | 3                | J1               | 18               | 0                | 8                | 0                | 1                | 0                | 27               | 0                |
| 2015             | 柏               | 3                | J1               | 7                | 0                | 1                | 0                | 0                | 0                | 8                | 0                |
| 2016             | 千葉             | 3                | J2               | 35               | 2                | -                | -                | 0                | 0                | 35               | 2                |
| 2017             | 千葉             | 3                | J2               | 38               | 4                | -                | -                | 1                | 0                | 39               | 4                |
| 2018             | 千葉             | 3                | J2               | 37               | 2                | -                | -                | 0                | 0                | 37               | 2                |
| 2019             | 東京V            | 3                | J2               | 28               | 0                | -                | -                | 1                | 0                | 29               | 0                |
| 2020             | 東京V            | 3                | J2               | 17               | 1                | -                | -                | -                | -                | 17               | 1                |
| 通算             | 日本             | 日本             | J1               | 209              | 8                | 37               | 0                | 15               | 0                | 261              | 8                |
| 通算             | 日本             | 日本             | J2               | 192              | 12               | -                | -                | 7                | 1                | 199              | 13               |
| 総通算           | 総通算           | 総通算           | 総通算           | 401              | 20               | 37               | 0                | 22               | 1                | 460              | 21               |

その他の公式戦
- 2004年
  - J1・J2入れ替え戦 2試合0得点
- 2012年
  - スーパーカップ 1試合0得点
- 2013年
  - スーパーカップ 1試合0得点
- 2017年
  - J1昇格プレーオフ 1試合0得点

| 国際大会個人成績 | 国際大会個人成績 | 国際大会個人成績 | 国際大会個人成績 | 国際大会個人成績 | FIFA      | FIFA      |
| 年度             | クラブ           | 背番号           | 出場             | 得点             | 出場      | 得点      |
| AFC              | AFC              | AFC              | ACL              | ACL              | クラブW杯 | クラブW杯 |
| ---------------- | ---------------- | ---------------- | ---------------- | ---------------- | --------- | --------- |
| 2011             | 柏               | 3                | -                | -                | 4         | 0         |
| 2012             | 柏               | 3                | 4                | 0                | -         | -         |
| 2013             | 柏               | 3                | 11               | 1                | -         | -         |
| 通算             | AFC              | AFC              | 15               | 1                | 4         | 0         |

- 公式戦・Jリーグ初出場 - 2003年4月5日 J1 1stステージ第2節 鹿島アントラーズ戦（柏の葉公園総合競技場）
- 公式戦・Jリーグ初得点 - 2003年9月28日 J1 2ndステージ第8節 ジュビロ磐田戦（ジュビロ磐田スタジアム）

## タイトル

### クラブ
柏レイソル
- Jリーグ ディビジョン2 : 2010年
- Jリーグ ディビジョン1 : 2011年
- FUJI XEROX SUPER CUP : 2012年
- 天皇杯全日本サッカー選手権大会 : 2012年
- ヤマザキナビスコカップ : 2013年

### 個人
- Jリーグベストイレブン : 2011年

## 代表歴
- 国際Aマッチ初出場 - 2012年2月24日 キリンチャレンジカップ アイスランド戦（長居陸上競技場）

### 出場大会
- U-20日本代表
  - 2003年 - 2003 FIFAワールドユース選手権、トゥーロン国際大会
- U-23日本代表
  - 2004年 - アテネ五輪アジア最終予選
- 日本代表
  - 2012年 - キリンチャレンジカップ

### 試合数
- 国際Aマッチ 1試合 0得点（2012年）

| 日本代表 | 国際Aマッチ | 国際Aマッチ |
| 年       | 出場        | 得点        |
| -------- | ----------- | ----------- |
| 2012     | 1           | 0           |
| 通算     | 1           | 0           |

### 出場
| No. | 開催日        | 開催都市 | スタジアム         | 対戦国       | 結果 | 監督         | 大会                       |
| --- | ------------- | -------- | ------------------ | ------------ | ---- | ------------ | -------------------------- |
| 1.  | 2012年2月24日 | 大阪     | 大阪長居スタジアム | アイスランド | ○3-1 | ザッケローニ | キリンチャレンジカップ2012 |